# Arena (album)
 For alternative betydninger, se Arena. (Se også artikler, som begynder med Arena)
Arena er et livealbum fra Duran Duran optaget under deres verdensturne i 1984 dog med en enkelt undtagelse, nummeret Wild Boys er en studieindspilning
1. Is There Something I Should Know?
2. Hungry Like The Wolf
3. New Religion
4. Save A Prayer
5. Wild Boys
6. The Seventh Stranger
7. The Chauffeur
8. Union Of The Snake
9. Planet Earth
10. Careless Memories

Albummet blev udgivet i 1984.